# Nikos Boudouris
Nikos Boudouris (en griego:  Νίκος Μπουντούρης  , nació el 25 de septiembre de 1971 en Volos, Grecia) es un exjugador de baloncesto griego. 

## Trayectoria
- 1989-1998 PAOK Salónica
- 1998-2000 Panathinaikos BC
- 2000-2003 Olympiacos
- 2003-2004 Makedonikos B.C.
- 2004-2006 Maroussi BC
- 2006-2007 Olympias Patras
- 2007-2008 Maroussi BC

## Palmarés
- PAOK BC:

Recopa de Europa: 1991
Copa Korac: 1994
Liga de Grecia: 1992
Copa de Grecia: 1995
- Panathinaikos BC:

Euroliga: 2000
Liga de Grecia: 1999 y 2000.
- Olympiacos BC:

Copa de Grecia: 2002.